# 陸從大
陸從大（1518年—？），字履貞，直隸松江府華亭縣人，民籍，明朝官员。

## 生平
嘉靖十六年（1537年）丁酉科應天府鄉試第八十二名舉人。嘉靖二十年（1541年）中式辛丑科會試第一百六十九名，登第三甲第一百四十一名進士。曾官福建福清县知县。官至礼部主事。

## 家族
曾祖陸順；祖父陸麒；父陸應寅，母曹氏。慈侍下。兄從遠。弟陸從高（隆慶四年庚午舉人）、陸從平（隆慶二年進士）。子陸萬言，字君策，萬曆四年丙子科順天鄉試舉人，董其昌有《陆君策畸墅问水》二首。